# Igors Vihrovs
Igors Vihrovs (* 6. června 1978, Riga) je bývalý lotyšský sportovní gymnasta. Na olympijských hrách 2000 v Sydney vyhrál zlatou medaili v prostných.
Jeho zlatá medaile ze Sydney byla první lotyšská gymnastická olympijská medaile od doby, kdy země získala nezávislost na Sovětském svazu. Vítězství bylo překvapivé pro všechny včetně Vihrovse a jeho trenéra Arturse Mickevičse tím spíš, že Vihrovs cvičil se zraněným kotníkem.
Byl také bronzovým medailistou z mistrovství světa 2001 v Gentu. O zlatou medaili přišel také proto, že překročil časový limit na svou sestavu, za což byl penalizován srážkou 0,2 bodu. Údajně k tomu došlo proto, že neslyšel signál oznamující 10 sekund do vypršení limitu. Byl také třetí na mistrovství Evropy v roce 2000. Ve finále cyklu světového poháru ve sportovní gymnastice roku 2000 byl na prostných v Glasgow čtvrtý.